# Ijin
Ijin, egentligen Ijin Material är ett klädmärke skapat 2003 av Philip Goss, tidigare creative director på det japanska jeansmärket Evisu. Varor från Ijin är gjorda i Italien.